# Adelphicos visoninum
Adelphicos visoninum — вид змій родини полозових (Colubridae). Мешкає в Мексиці і Центральній Америці.

## Поширення і екологія
Adelphicos visoninum мешкають на півночі Оахаки, на півдні Веракрусу, на заході і півночі Чіапаса, в Табаско, в гватемальському департаменті Петен і Гондурасі. Ареал цьогго виду дуже фрагментований. Риючі змії Саргі живуть у вологих тропічних лісах, на плантаціях і в садах.